# FRS (Unternehmen)
Die FRS GmbH & Co. KG (ehemals Förde Reederei Seetouristik, international auch als Fast Reliable Seaways agierend) mit Sitz in Flensburg ist eine deutsche, international agierende Fährreederei.
Sie entstand aus dem Zusammenschluss der 1935 gegründeten Förde Reederei GmbH sowie der 1958 gegründeten KG Seetouristik. Seitdem hat sich FRS von einer regionalen Passagierschiffsreederei zu einer international tätigen Unternehmensgruppe entwickelt und ist über Tochterunternehmen im Bereich der Schifffahrt mit konventionellen Fährschiffen und Schnellfähren in Europa, der Karibik und Nordamerika tätig.
Die FRS beschäftigt mehr als 1500 Mitarbeitende weltweit und betreibt Fährverbindungen auf mehreren Kontinenten und befördert rund 5,7 Mio. Passagiere und 1,5 Mio. Fahrzeuge pro Jahr. Außerdem ist die FRS noch in den Bereichen tätig:
- Offshore-Logistik: Transport und die Versorgung von Offshore-Plattformen
- Hafenmanagement: betreiben von Hafenanlagen, Lagerhallen und Passagierterminals
- Crewing: Vermittlung von Schiffsbesatzungen und Crewing-Dienstleistungen
- Maritime Unternehmensberatung:
  - Entwicklung von Machbarkeitsstudien,
  - Entwicklung von Fracht- und Passagierbuchungssystemen
  - Lösungen für den maritimen Transport
  - Entwicklung und Umsetzung von Logistikkonzepten
  - Konzeptionelle Gestaltung und Umsetzung von maritimen Projekten

## Geschichte

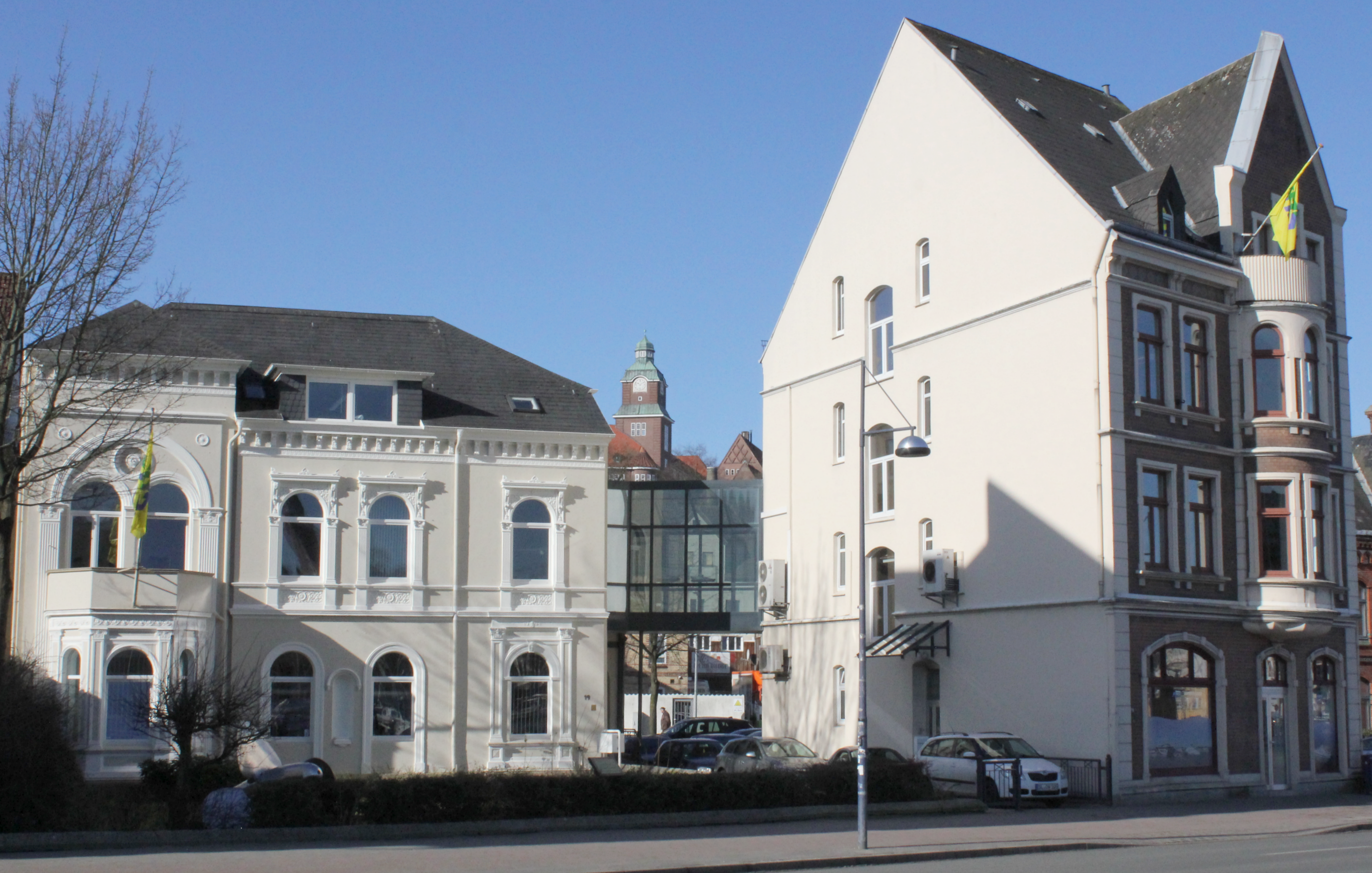
Verwaltungsgebäude der FRS in Flensburg

### Vorgängerunternehmen

#### Förde-Reederei GmbH
Die Wurzeln der Unternehmensgeschichte reichen bis in das Jahr 1866 zurück. 1935 gründeten rund einhundert Flensburger Kaufleute die Förde-Reederei GmbH, um den Verkehr der in Schwierigkeiten geratenen Flensburg-Ekensunder Dampfschiffsgesellschaft (FEDG) auf der Flensburger Förde, die diesen bereits 1866 aufgenommen hatte, fortzuführen.
In den 1950er Jahren wurden diese Dienste erweitert, um sogenannte „Butterfahrten“ anzubieten. Diese Tagesausflüge nach Dänemark hatten hauptsächlich zum Ziel, Gelegenheit für zollfreien Einkauf an Bord zu bieten.
In den 1960er Jahren wurden etliche Neubauten für diese Verkehre in Auftrag gegeben und in den 1970er Jahren zusätzliche große Passagierschiffe mit einer Kapazität von bis zu 1200 Passagieren erworben. Mit zeitweise bis zu 22 Schiffen wurden Einkaufsfahrten mit der Möglichkeit des Erwerbs der kleinen und großen Zollration zwischen Deutschland und Dänemark durchgeführt.
1979 übernahm die Förde-Reederei den Rømø-Sylt-Fährverkehr.

#### KG Seetouristik GmbH & Co. KG
Das Unternehmen wurde 1958 gegründet. Ab 1984 übernahm das Unternehmen die „Wappen von Hamburg“ und engagierte sich im Helgoland-Verkehr.

### Förde Reederei Seetouristik GmbH & Co. KG

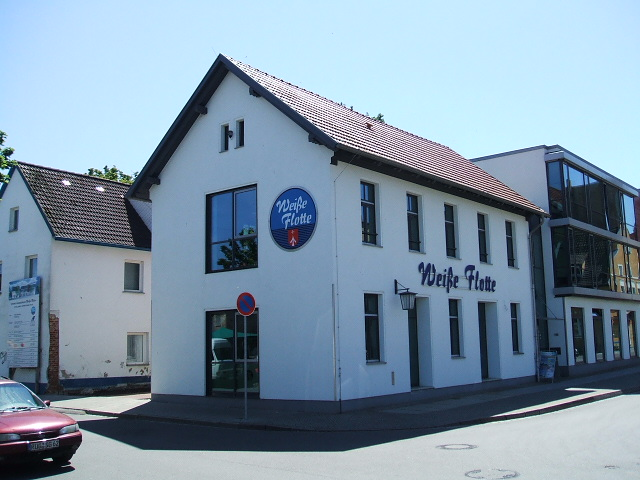
Sitz der Weißen Flotte in Stralsund

Am 1. Januar 1991 fusionierten die Förde-Reederei GmbH KG Seetouristik zur Gemeinschaftsunternehmung Förde Reederei Seetouristik GmbH & Co. KG (FRS). Anlass dazu war der drohende Wegfall des zollfreien Einkaufs (auf „Butterfahrten“) zum Juli 1999. Im Zuge einer Umfirmierung wurde der neue Firmenname „FRS GmbH & Co. KG“ 2020 gewählt.
Nach der deutschen Wiedervereinigung übernahm die FRS 1991 die Weiße Flotte GmbH in Stralsund. 1998 kam es zur Eingliederung der Rømø-Sylt Linie GmbH & Co. KG und der FRS Helgoline GmbH & Co. KG in die FRS-Gruppe. Im Jahr 2000 wurde der Katamaran-Verkehr in der Straße von Gibraltar zwischen Spanien und Marokko aufgenommen, 2008 der Betrieb von zwei Hochgeschwindigkeits-Katamarane für das Sultanat Oman. Ab 2002 engagierte sich die FRS mit der Gründung der FRS Offshore GmbH & Co. KG in der Versorgung von Offshore-Windparks, ab 2012 in einem Joint Venture mit Windcat Workboats in der FRS WindCat Offshore Logistics GmbH. 2016 übernahm sie Clipper Navigation Inc. in Seattle, die Fährlinien in Nordamerika (USA und Kanada) betreibt. Ebenfalls 2016 wurde der Verkehr zwischen Miami und Bimini, Bahamas aufgenommen.
2020 wurde die Elbfähre Glückstadt-Wischhafen GmbH & Co. KG übernommen sowie die „Suomen Saaristokuljetus Oy“, die nun unter den Namen FRS Finland operiert. Im selben Jahr wurde die FRS Baltic gegründet, die mit ihrem Hochgeschwindigkeitskatamaran „Skane Jet“ die Lücke der eingestellten Königslinie Sassnitz–Trelleborg füllte. Diese Verbindung wurde zum 30. September 2024 wieder eingestellt. Im Jahr 2021 begann die FRS Portugal zudem touristische Rundfahrten im Hafen von Lissabon anzubieten. 2024 akquirierte FRS das karibische Unternehmen L’Express des îles, das Linienverkehre zwischen den französischen Überseegebieten und karibischen Inselstaaten betreibt. Ende 2024 und Anfang 2025 übernahm die FRS zwei Fährgesellschaften am Rhein und erweiterte so ihr Angebot um Fährverbindungen über den Fluss.

### Eigentumsverhältnisse
Größter Anteilseigner der FRS ist mit 50 % die in Flensburg ansässige Familie Dethleffsen (über ihre HGDF Familienholding GmbH & Co. KG), eine Beteiligungsgesellschaft der Nachkommen der früheren Flensburger Rumdynastie Dethleffsen.

### Deutsche Tochterunternehmen
- Weiße Flotte GmbH mit Sitz in Stralsund
- Reederei Hiddensee GmbH, ebenfalls mit Sitz in Stralsund
- FRS Helgoline GmbH & Co. KG mit Sitz in Flensburg
- FRS Syltfähre GmbH & Co. KG mit Sitz in Flensburg
- Norddeutsche Binnenreederei GmbH mit Sitz in Flensburg
- FRS Offshore GmbH & Co. KG mit Sitz in Flensburg
- FRS WindCat Offshore Logistics GmbH mit Sitz in Flensburg
- FRS Baltic GmbH mit Sitz in Sassnitz
- FRS Elbfähre Glückstadt-Wischhafen GmbH & Co. KG mit Sitz in Glückstadt
- FRS Systems GmbH mit Sitz in Flensburg[7]
- Fähre Loreley GmbH & Co. Kg St. Goarshausen[8]

### Internationale Tochterunternehmen
- Clipper Vacation mit Sitz in Seattle (USA)
- FRS Express des Iles mit Sitz in Pointe-à-Pitre (Guadeloupe)
- FRS Portugal mit Sitz in Lissabon (Portugal)
- FRS Finland in Helsinki (Finnland)
- FRS Shipmanagement mit Sitz in Limassol (Zypern)
- Albanian Ferry Terminal Operator (AFTO) in Durrës (Albanien), betreibt das Fährterminal für Fähren nach Italien, seit 2013

## Flotte

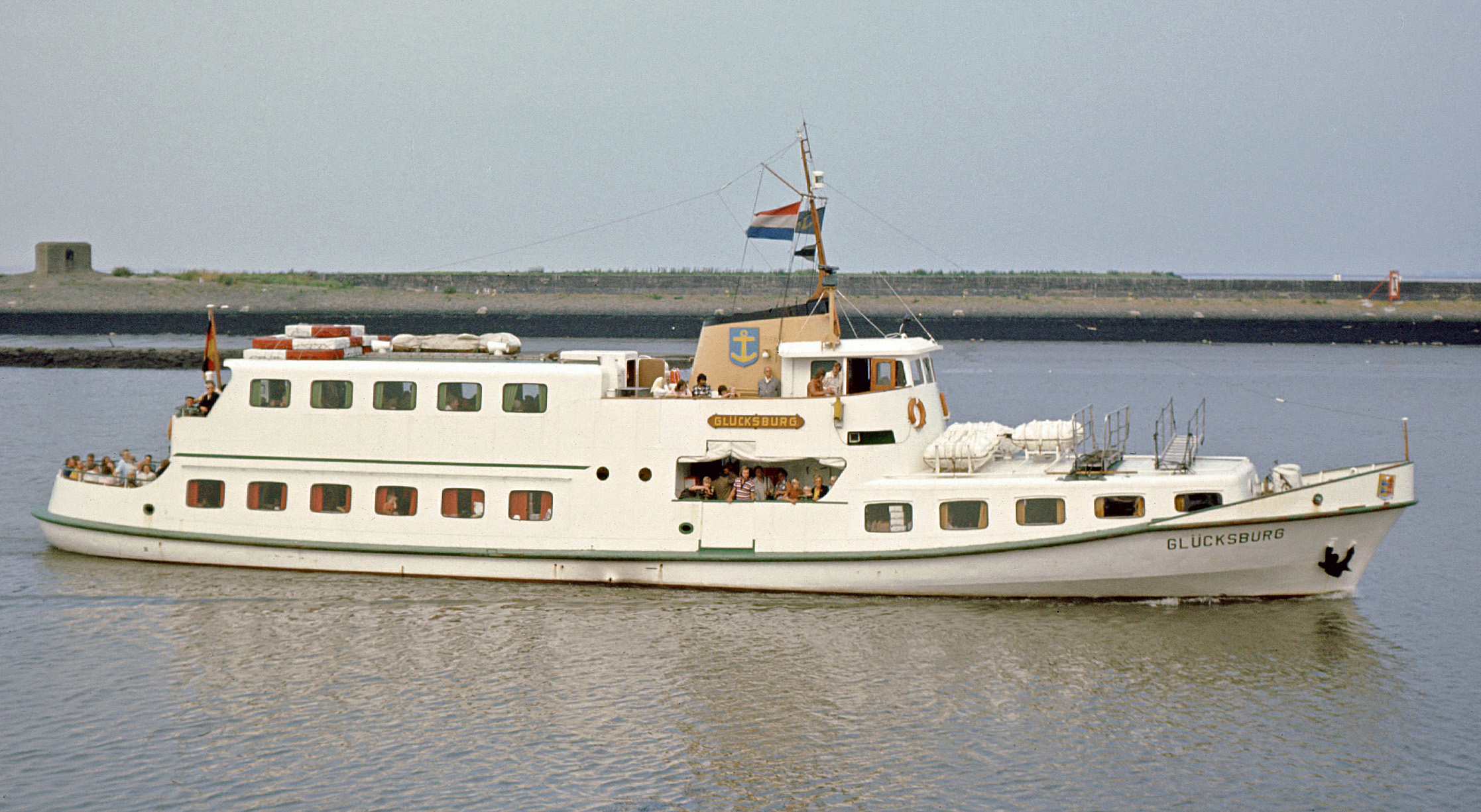
Glücksburg, ein typischer 'Fördedampfer' (1975)

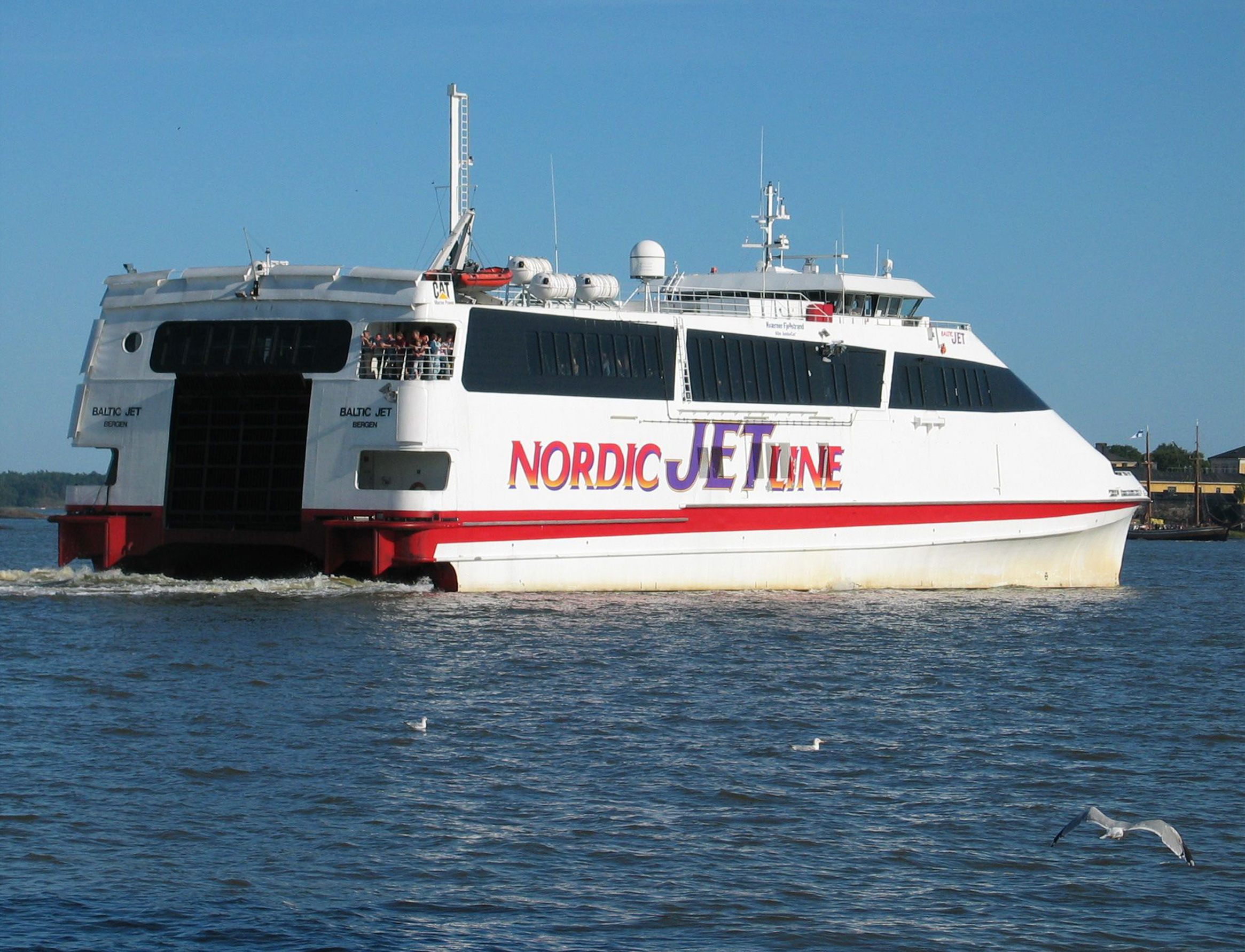
Baltic Jet (seit 2008 Algeciras Jet) – das Heck mit der geschlossenen Pkw-Luke

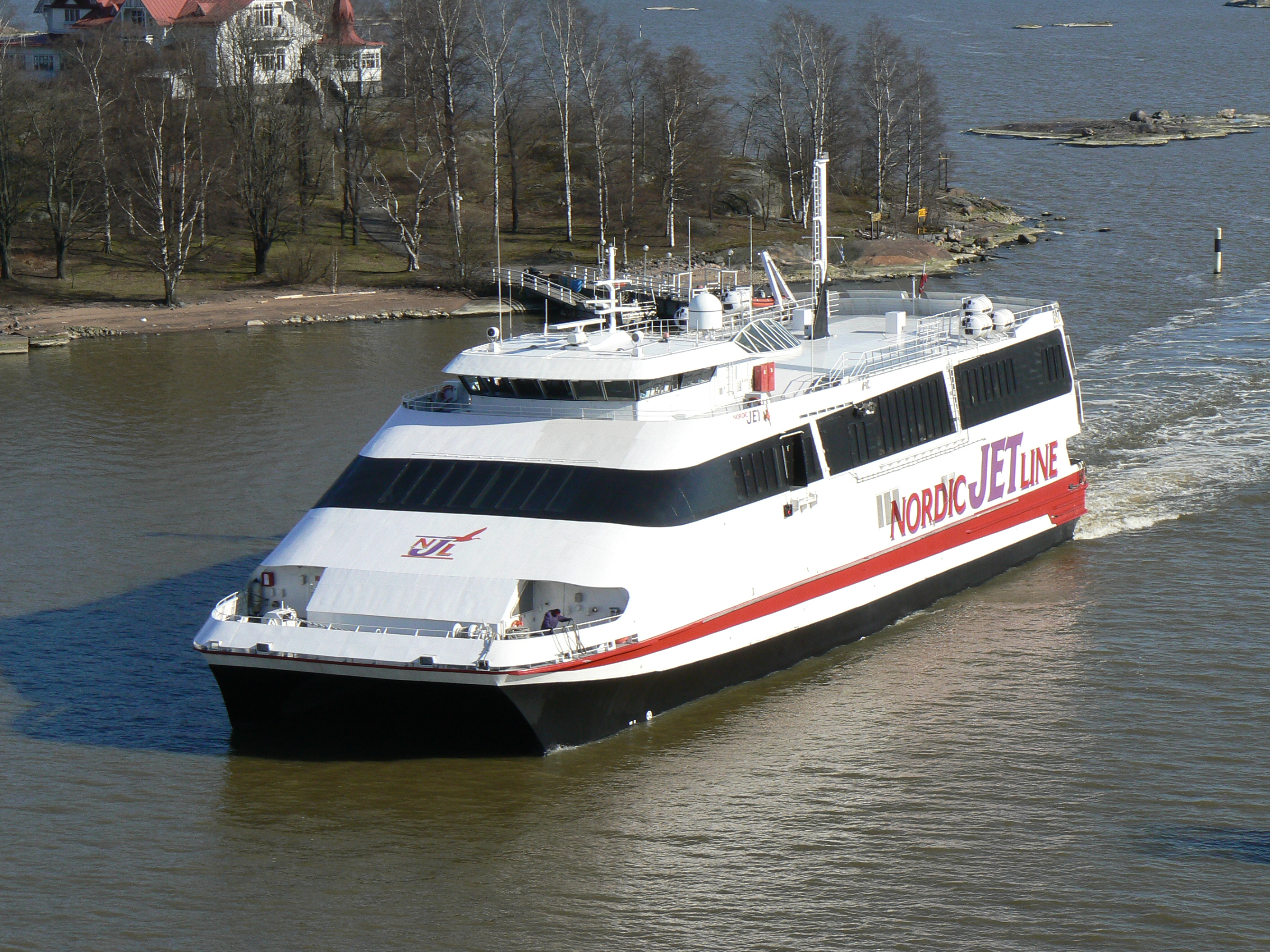
Pkw-Schnellfähre Nordic Jet (seit 2008 als Ceuta Jet im Einsatz)

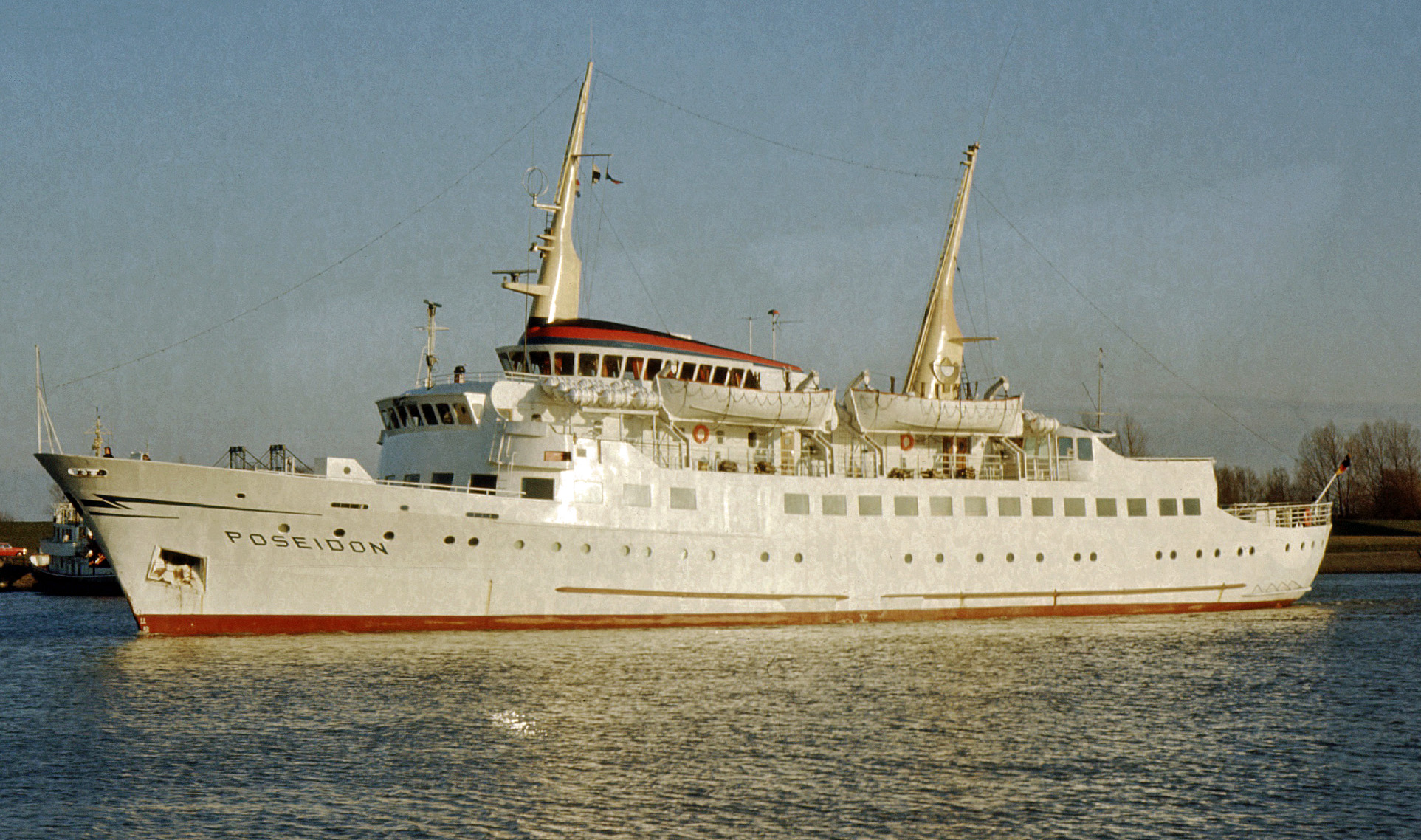
Das ehemalige FRS-Schiff Poseidon (1976)

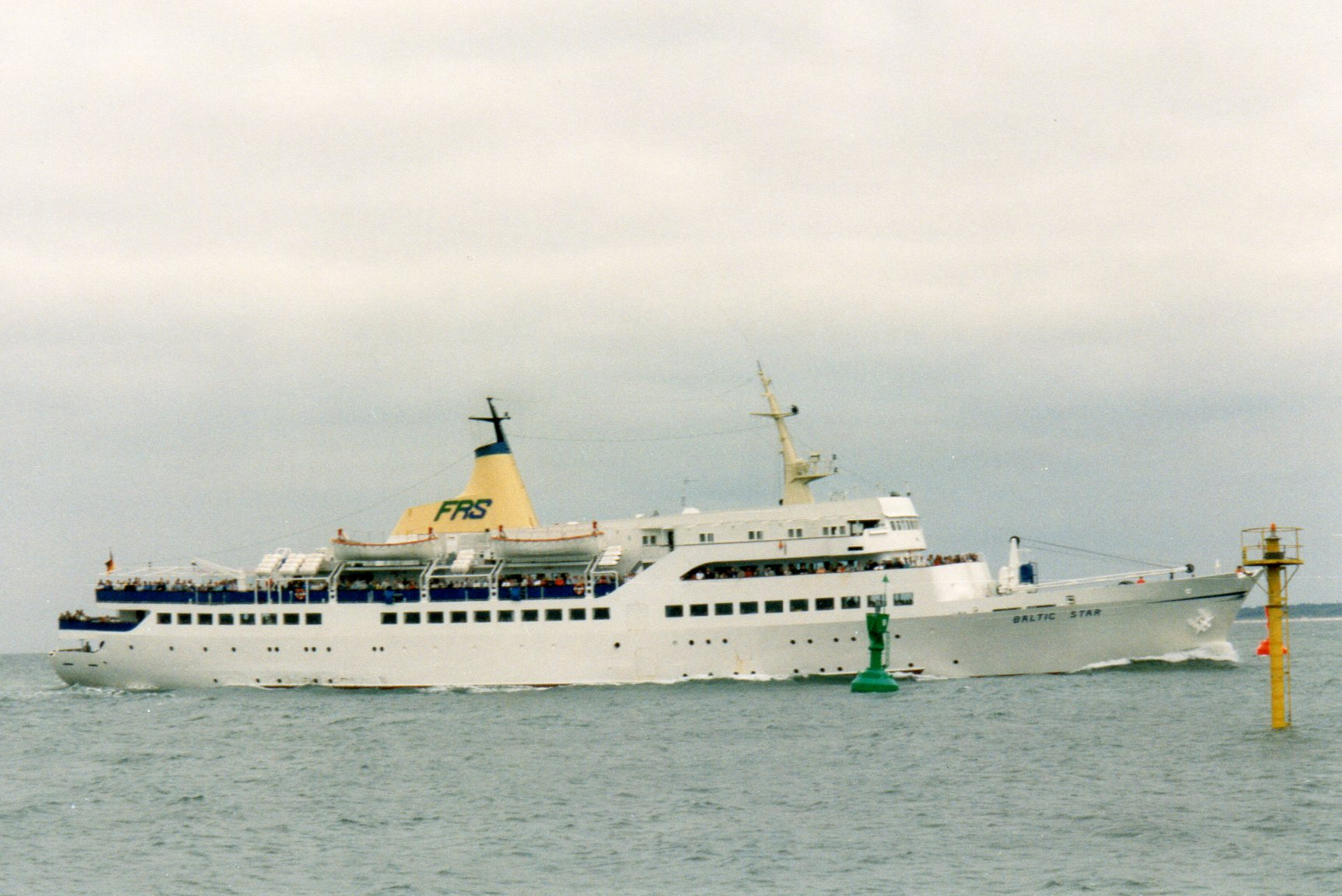
Das ehemalige FRS-Schiff Baltic Star

Die FRS setzt je nach Route unterschiedliche Schiffstypen ein. Zum Einsatz kommen Schnellfähren sowohl mit Monohull als auch mit Doppelrumpf (teilweise als reine Passagierfähren, teilweise auch mit Fahrzeugdeck), konventionelle RoRo-Fähren, reine Passagierschiffe (teilweise mit Solarantrieb), Crew Transfer Vessel und mit der Paule III in Berlin sogar ein Ruderboot.

### Ausgemusterte Einheiten (Auswahl)
Zu den früher durch die FRS eingesetzten Einheiten gehören unter anderem:
- Poseidon (1977 bis 2002)
- Kloar Kimming (2007; gechartert)
- Atlantis (2005–2014; gechartert)
- Wilhelmshaven (2004/2005)
- Helgoland (2004/2005)
- Cat No. 1 (1999–2006)
- Baltic Jet (1997–2004)
- Fritz Reuter (1990–1999)
- Wappen von Hamburg (1983–2007)
- Wappen von Heiligenhafen (1981–1988)
- Dania (1980–2001)
- Danica (1980–1983)
- Westerland (1979–1982 und 1991–2006)
- Seemöwe II (1975–2003)
- Baltic Star (1975–2000)
- Nordsee I (1975–1998)
- Ostsee (1969–1986)
- Viking (1968–1999)
- Jürgensby (1968–1998)
- Langballigau (1965–1977)
- Meierwik (1963–1986)
- Holnis (1961–1986)
- Glücksburg (1959–1998)
- Mürwik (1959–1990)
- Alexandra (1935–1986)

## Betriebene Fährschifflinien
| Region       | Route                                                 | Schiff(e)                                                    | Beschreibung                         |
| ------------ | ----------------------------------------------------- | ------------------------------------------------------------ | ------------------------------------ |
| Nordsee      | Havneby, Dänemark – List auf Sylt, Deutschland        | SyltExpress, Romoexpress                                     | Ganzjahresbetrieb                    |
| Elbe/Nordsee | Hamburg – Brunsbüttel – Cuxhaven – Helgoland          | Halunder Jet (2003–2017: Halunder Jet) San Gwann (2020)      | nur Sommersaison und Dezember/Januar |
| Elbe         | Glückstadt – Wischhafen                               | Wilhelm Krooss, Ernst Sturm, Glückstadt, Wischhafen          | Ganzjahresbetrieb                    |
| Rhein        | Ingelheim – Oestrich-Winkel                           | Michael, Horst                                               | Ganzjahresbetrieb                    |
| Rhein        | St. Goar – St. Goarshausen                            | Loreley                                                      | Ganzjahresbetrieb                    |
| Ostsee       | Stralsund – / Schaprode – Hiddensee – Wiek / – Zingst | Hansestadt Stralsund, Insel Hiddensee und Gellen             | Ganzjahresbetrieb                    |
| Ostsee       | Bäderverkehr in Stralsund                             | Altefähr                                                     | nur Sommersaison                     |
| Ostsee       | Taxibootverkehr um Hiddensee                          | Wassertaxis Störtebeker und Pirat                            | Bedarfsverkehr                       |
| Ostsee       | Warnemünde – Hohe Düne                                | Breitling und Warnow                                         | Ganzjahresbetrieb                    |
| Ostsee       | Wittower Fähre: Wittow Nord – Wittow Süd              | Wittow                                                       | Ganzjahresbetrieb                    |
| Ostsee       | Stahlbrode – Glewitz                                  | Stahlbrode und Glewitz                                       | nur Sommersaison                     |
| Ostsee       | Schaprode – Vitte                                     | Vitte                                                        | Ganzjahresbetrieb                    |
| Ostsee       | Turku Archipelago / Lake Saimaa, Finnland             | Vikare und Nestori                                           | Ganzjahresbetrieb                    |
| Ostsee       | Turku Archipelago, Finnland                           | Nordic Duck                                                  | Ganzjahresbetrieb                    |
| Ostsee       | Parainen-Route, Finnland                              | Nordic Jet                                                   | nur Wintersaison                     |
| Tejo         | Hafenrundfahrten Lissabon                             | MS Hanseblick und MS Schaprode                               | Ganzjahresbetrieb                    |
| Nordpazifik  | Seattle, USA – Victoria, Kanada                       | Victoria Clipper V                                           | Ganzjahresbetrieb                    |
| Atlantik     | Guadeloupe – Inseln der kleinen Antillen              | Ruby Express, Perle Express, Gold Express und Corail Express | Ganzjahresbetrieb                    |